# حمل الثدييات

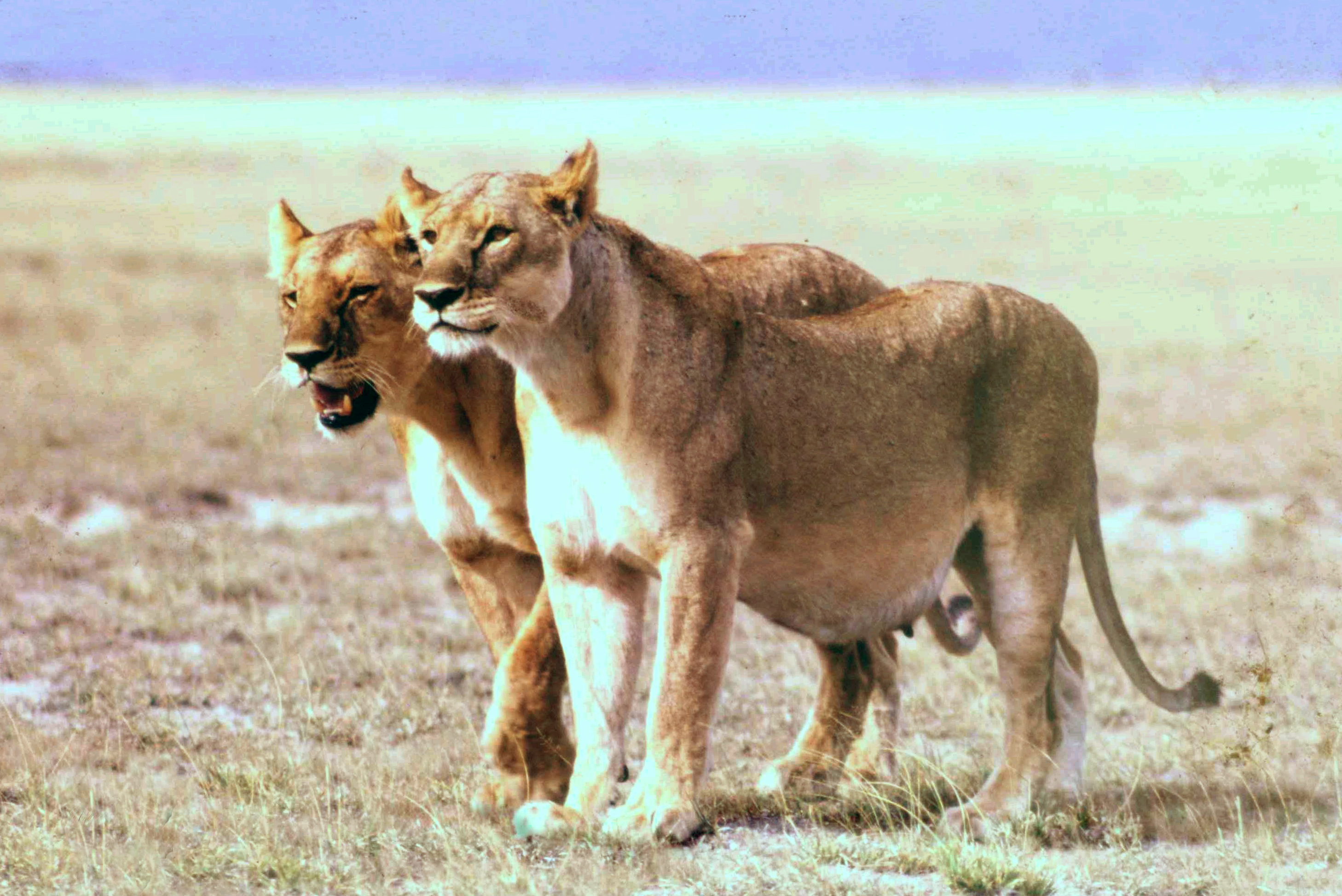
لبؤة حامل.

في الثدييات، الحمل هو فترة التكاثر التي تحمل فيها الأنثى نسلًا حيًا واحدًا أو أكثر من الغرس في الرحم من خلال الحمل. ويبدأ عندما تزرع البويضة الملقحة المخصبة في رحم الأنثى، وتنتهي بمجرد خروجها من الرحم.

## التلقيح
أثناء الجماع، يقوم الذكر بتلقيح الأنثى. والحيوان المنوي يخصب في البويضة أو البويضات المختلفة في الرحم أو قناة الرحم، وهذا يؤدي إلى واحد أو عدة بيضات ملقحة. في بعض الأحيان، يمكن أن ينشئ الإنسان البيضة الملقحة خارج جسم الحيوان في العملية الاصطناعية للإخصاب في المختبر. بعد الإخصاب، تبدأ اللاقحة المشكَّلة حديثًا في الانقسام من خلال الانقسام المتساوي لتشكيل جنين، يزرع في بطانة الرحم الأنثوية. في هذا الوقت، يتكون الجنين عادة من 50 خلية.

## التطوير

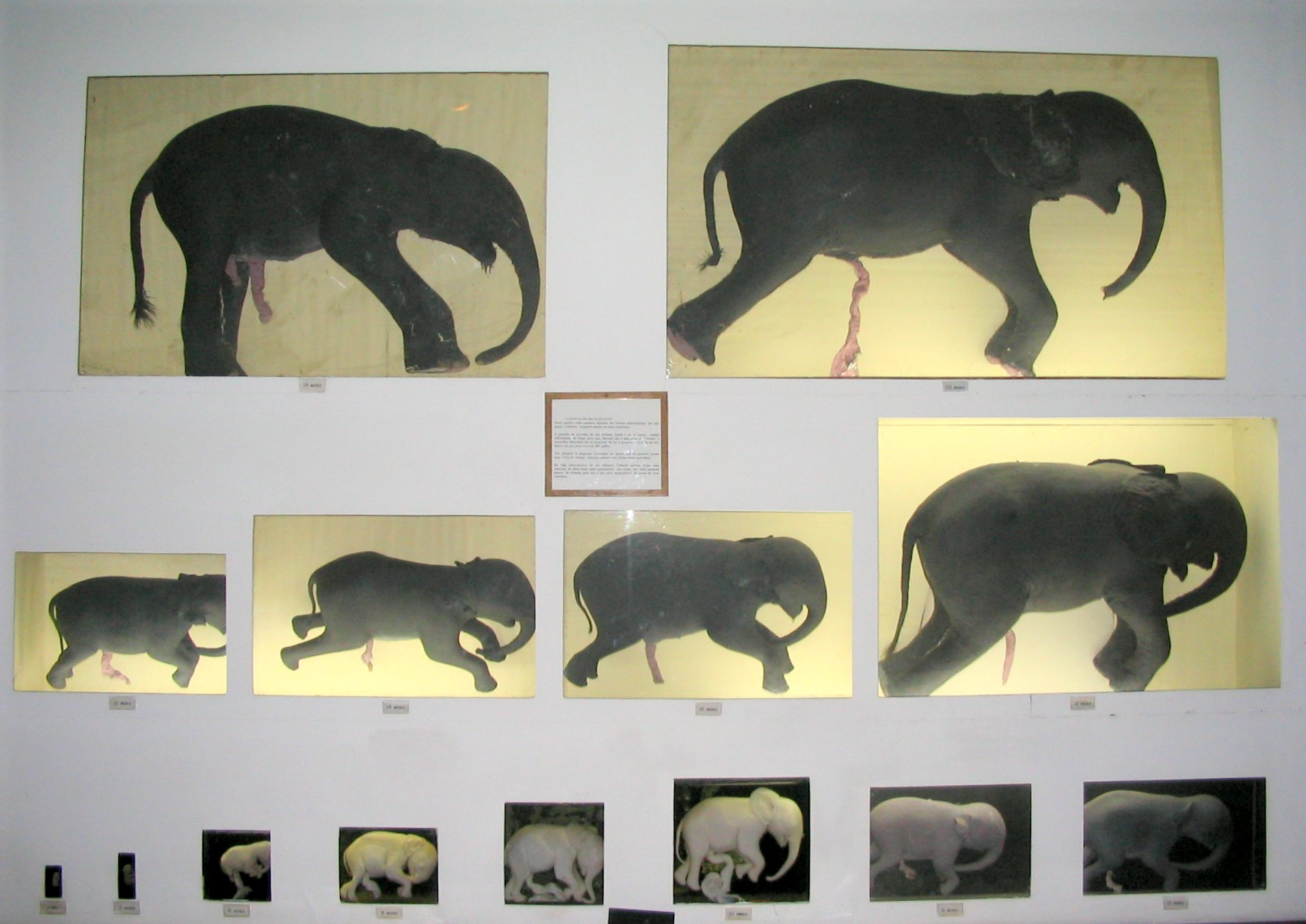
14 صورة تظهر مراحل تطور الجنين في الفيل الأفريقي

### بعد الانغراس
التجويف الأريمي هو تجويف صغير في وسط الجنين، وتنمو الخلايا الجنينية النامية حولها. بعد ذلك، تتشكل خلية طبقة مسطحة على الجزء الخارجي من هذا التجويف، وتبقى المنطقة الشفافة الكيسية بنفس الحجم كما كانت من قبل. تنمو الخلايا أصغر بشكل متزايد لتناسبها. يُعرف هذا الهيكل الجديد مع تجويف في المركز والخلايا النامية حوله باسم الكيسة الأريمية.
إن وجود الكيسة الأريمية يعني تكوين نوعين من الخلايا، كتلة من الخلايا الداخلية تنمو داخل الخلايا الأريمية وتنمو الخلايا من الخارج. في 24 إلى 48 ساعة، تقوم باختراق المنطقة. تبدأ الخلايا الموجودة في الجزء الخارجي من الكيسة الأريمية بإخراج إنزيم يؤدي إلى تآكل بطانة الرحم الظهارية ويخلق موقعًا للغرس.

### نظام تداول المشيمة
الخلايا المحيطة بالكيسة الأريمية تدمر الخلايا في بطانة الرحم، وتشكل تجمعات صغيرة من الدم، والتي بدورها تحفز إنتاج الشعيرات الدموية. هذه هي المرحلة الأولى في نمو المشيمة. تنقسم كتلة الخلية الداخلية للكيسة الأريمية بسرعة، لتشكل طبقتين. تصبح الطبقة العليا الجنين، وتحتل الخلايا من هناك التجويف السلوي . وتشكل الطبقة السفلية كيسًا صغيرًا (إذا بدأت الخلايا بالتطور في وضع غير طبيعي، فقد يحدث أيضًا حمل خارج الرحم في هذه المرحلة).
بعد عدة أيام، الزغابات المشيمية في تشكيل المشيمة تثبت موقع الغرسفي الرحم. يتطور الآن نظام من الدم والأوعية الدموية عند نقطة المشيمة حديثة التكوين، التي تنمو بالقرب من موقع الغرس. يبدأ الكيس الصغير داخل الكيسة الأريمية في إنتاج خلايا الدم الحمراء. خلال الـ 24 ساعة القادمة يتطور النسيج الضام بين المشيمة النامية والجنين المتنامي. يتطور هذا لاحقًا إلى الحبل السري.

### التمايز الخلوي
بعد ذلك، يظهر خط ضيق من الخلايا على سطح الجنين. نموها يجعل الجنين يخضع للمعالجة، حيث تتطور طبقات الأنسجة الأساسية الثلاث للجنين، الأديم الظاهر، الأديم المتوسط والأديم الباطن. يبدأ الخط الضيق للخلايا في تكوين الأديم الباطن والأديم المتوسط. يبدأ الأديم الظاهر في النمو بسرعة نتيجة للمواد الكيميائية التي تنتجها الأديم المتوسط. تؤدي هذه الطبقات الثلاث إلى ظهور جميع أنواع الأنسجة المختلفة في الجسم.
يشكل الأديم الباطن لاحقًا بطانة اللسان والجهاز الهضمي والرئتين والمثانة والعديد من الغدد. أشكال الأديم المتوسط العضلات، العظام، والغدد والأنسجة، وكذلك داخل الرئتين، القلب، والجهاز التناسلي والجهاز الإفرازي. كما أنه يسبب الطحال وينتج خلايا الدم. تشكل الأديم الظاهر الجلد والأظافر والشعر والقرنية وبطانة الأذن الداخلية والخارجية والأنف والجيوب الأنفية والفم والشرج والأسنان والغدة النخامية والغدد الثديية والعينين وجميع أجزاء الجهاز العصبي.
بعد 18 يومًا تقريبًا من الإخصاب، ينقسم الجنين ليشكل معظم الأنسجة التي يحتاجها. وهي تشبه الكمثرى حيث تكون منطقة الرأس أكبر من الذيل. يعتبر الجهاز العصبي للجنين من أوائل الأنظمة العضوية التي تنمو. يبدأ في النمو في منطقة مقعرة تعرف باسم الأخدود العصبي .
يواصل نظام الدم نمو الشبكات التي تسمح بتدفق الدم حول الجنين. يتم إنتاج خلايا الدم بالفعل وتتدفق عبر هذه الشبكات النامية. تبدأ الأوعية الدموية الثانوية أيضًا في التطور حول المشيمة ، لتزويدها بالمزيد من العناصر الغذائية. تبدأ خلايا الدم في التكوين على الكيس الموجود في وسط الجنين ، وكذلك الخلايا التي تبدأ في التمايز إلى الأوعية الدموية. تبدأ خلايا شغاف القلب في تكوين عضلة القلب.
في حوالي 24 يومًا بعد الإخصاب، هناك قلب بدائي على شكل حرف S يبدأ في النبض. يبدأ تدفق السوائل في جميع أنحاء الجنين في هذه المرحلة.

### فترات الحمل
بالنسبة إلى الثدييات، تكون فترة الحمل هي الوقت الذي ينمو فيه الجنين، بدءًا من الإخصاب وانتهاءً عند الولادة. تختلف مدة هذه الفترة بين الأنواع.
بالنسبة لمعظم الأنواع، تحدد الكمية التي ينموها الجنين قبل الولادة طول فترة الحمل. عادةً ما يكون للأنواع الأصغر فترة حمل أقصر من الحيوانات الكبيرة. على سبيل المثال، تستغرق حمولة القطة عادة 58-65 يومًا بينما يستغرق الفيل حوالي عامين (21 شهرًا). ومع ذلك، فإن النمو لا يحدد بالضرورة طول فترة الحمل لجميع الأنواع، خاصة بالنسبة لتلك الأنواع الذين لديهم موسم تربية. الأنواع التي تستخدم موسم التكاثر عادة ما تلد خلال وقت محدد من السنة عندما يكون الطعام متاحًا.
يمكن أن تلعب عوامل أخرى مختلفة دورها في تحديد مدة الحمل. بالنسبة للبشر، عادة ما تتحرك الأجنة الذكور لعدة أيام أطول من الإناث، وتسبب الحمل المتعدد لفترة أقصر. العرق عند البشر هو أيضًا عامل قد يطيل أو يقصر الحمل.